# Xylophagus albopilosus
Xylophagus albopilosus är en tvåvingeart som beskrevs av Miyatake 1965. Xylophagus albopilosus ingår i släktet Xylophagus och familjen vedflugor. Inga underarter finns listade i Catalogue of Life.